# EcoDrive

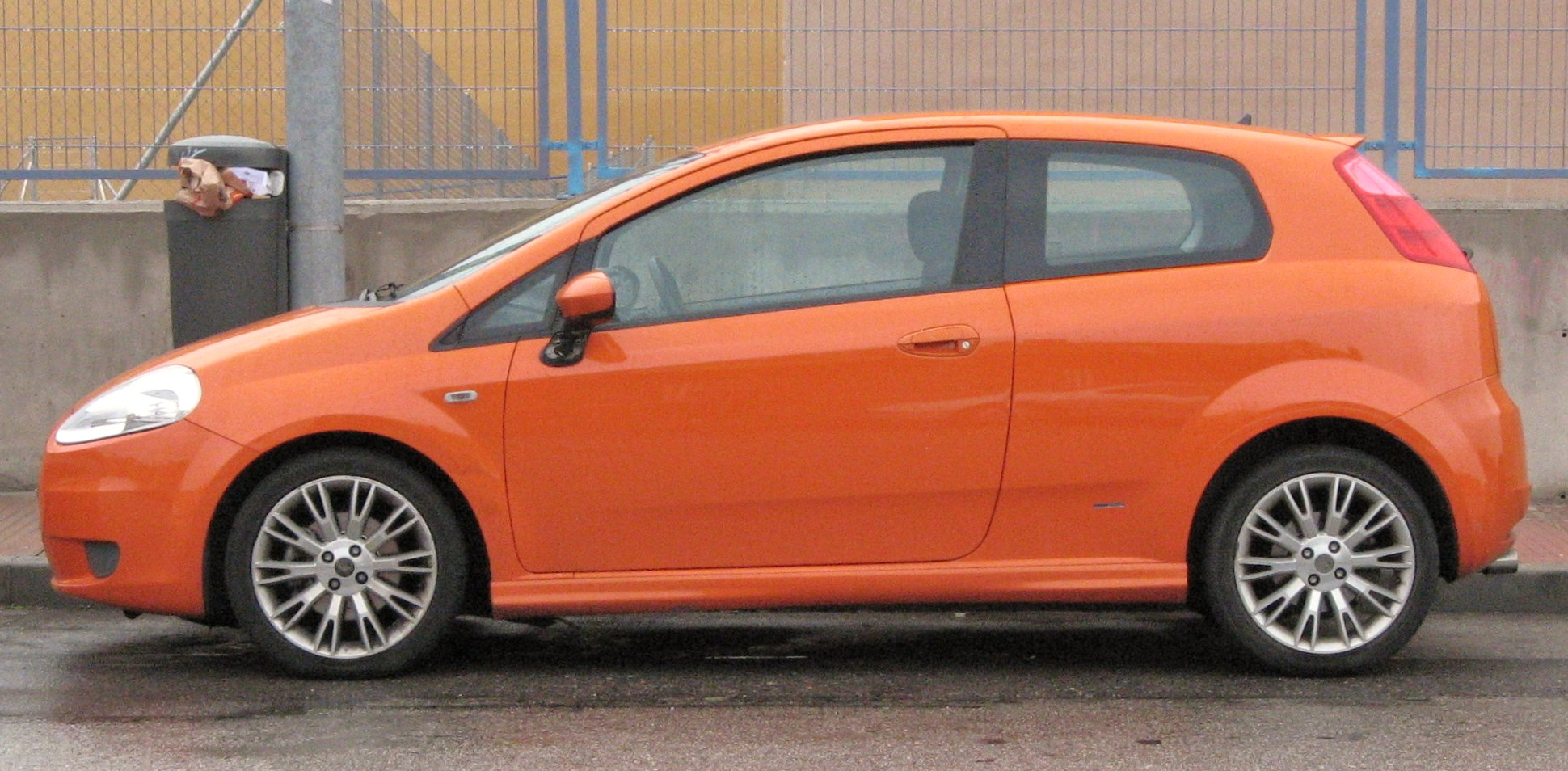
Fiat Grande Punto, primer automóvil dotado de tecnología Blue&me, sobre la que se desarrolla EcoDrive

EcoDrive (también denominado EcoTrend en vehículos Lancia) es un software libre desarrollado por Fiat Group Automobiles. Se dio a conocer en 2008 en el Salón del Automóvil de París y su objetivo es permitir a los conductores reducir su consumo de combustible y las emisiones contaminantes. Actualmente, está disponible para ciertos vehículos equipados con el sistema Blue&Me. 

## Funcionamiento
En combinación con el sistema Blue&Me, cuando el automóvil se pone en marcha EcoDrive recopila los datos relacionados con la velocidad, aceleración, régimen del motor, marcha, emisiones de CO2 y consumo de combustible. Esos datos son guardados en una llave de memoria u otro dispositivo de almacenamiento conectado al puerto USB del sistema Blue&Me. Después, mediante un software específico, los usuarios pueden analizar y mejorar sus resultados conectando la llave USB con los datos del trayecto a un ordenador doméstico. Por otra parte, EcoDrive permite a los usuarios recibir consejos sobre cómo conducir para lograr un menor impacto ambiental y compartir experiencias con otras personas en una comunidad en línea llamada EcoVille. 